# Emil Hasler
Pour les articles homonymes, voir Hasler (homonymie).
Emil Hasler (né le 8 novembre 1901 à Berlin, mort le 15 janvier 1986 dans la même ville) est un chef décorateur allemand.

## Biographie
Après avoir quitté l'école, Emil Hasler fait  une formation de peintre et de décorateur de théâtre à l'École royale des beaux-arts de Berlin (de). Il vient dans le cinéma en 1929 et devient assistant décorateur.
De 1927 à 1933, il est le chef décorateur de grandes productions de films allemands. Avec Karl Vollbrecht et Otto Hunte, il fait les décors des films de Fritz Lang, La Femme sur la Lune, M le maudit et Le Testament du docteur Mabuse. Il conçoit avec Hunte les scènes de L'Ange bleu de Josef von Sternberg et avec Ernő Metzner, il travaille pour Le Journal d'une fille perdue de Georg Wilhelm Pabst.
Après 1933, son travail est bien plus important. Il fait son premier film en couleurs, Les Aventures fantastiques du baron Münchhausen, sorti en 1943. Après la Seconde Guerre mondiale, il travaille un temps pour la DEFA. Il travaille en Allemagne de l'Ouest jusque dans les années 1960 et pour la télévision de 1962 à 1968.

## Filmographie partielle
- 1929 : La Femme sur la Lune de Fritz Lang
- 1930 : L'Ange bleu de Josef von Sternberg
- 1931 : M le maudit de Fritz Lang
- 1931 : Schatten der Unterwelt
- 1933 : Château de rêve de Géza von Bolváry
- 1931 : Le Testament du docteur Mabuse de Fritz Lang
- 1936 : Die Entführung de Géza von Bolváry
- 1936 : Das Schloß in Flandern de Géza von Bolváry
- 1937 : Première de Géza von Bolváry
- 1937 : Der Unwiderstehliche
- 1938 : La Femme au carrefour
- 1938 : Napoleon ist an allem schuld de Curt Goetz
- 1939 : La Lutte héroïque de Hans Steinhoff
- 1941 : Jungens
- 1941 : Annelie
- 1943 : Les Aventures fantastiques du baron Münchhausen de Josef von Báky
- 1944 : Nora
- 1944 : Träumerei
- 1945 : Der stumme Gast
- 1947 : … und über uns der Himmel de Josef von Báky
- 1949 : Les Quadrilles multicolores de Kurt Maetzig
- 1950 : Épilogue - Le mystère de l'Orplid de Helmut Käutner
- 1950 : Das kalte Herz
- 1950 : Semmelweis – Retter der Mütter
- 1952 : La Trace conduit à Berlin
- 1955 : Der Himmel ist nie ausverkauft d'Alfred Weidenmann
- 1957 : Das einfache Mädchen
- 1957 : Viktor und Viktoria de Karl Anton
- 1958 : Scala – total verrückt
- 1958 : Ohne Mutter geht es nicht
- 1959 : Les Mutins du Yorik de Georg Tressler
- 1959 : Was eine Frau im Frühling träumt
- 1960 : Die Fastnachtsbeichte

## Source de la traduction
- (de) Cet article est partiellement ou en totalité issu de l’article de Wikipédia en allemand intitulé « Emil Hasler » (voir la liste des auteurs).